# 古德韋爾鎮區 (密歇根州)
古德韋爾鎮區（英語：Goodwell Township）是位於美國密歇根州紐威哥縣的一個行政鎮區。

## 地方資料
古德韋爾鎮區的面積為92.56平方千米，當中陸地面積為92.30平方千米，而水域面積為0.26平方千米。根據2020年美國人口普查的數據，當地共有人口536人，而人口密度為每平方千米5.79人。